# Antwerp Maritime Academy
Antwerp Maritime Academy AMA (hist. Hogere Zeevaartschool Antwerpen HZS, pl. Wyższa Szkoła Morska) – Flamandzki uniwersytet Stowarzyszenia Uniwersyteckiego i Wyższych szkól z Antwerpii w Antwerpii (Associatie Universiteit & Hogescholen Antwerpen = AUHA).  

## Szkolenie
Belgijska marynarka wojenna korzysta z usług szkoły do szkolenia swoich oficerów, a HZS jest jedyną Flamandzką wyższą szkołą mogącą dawać wykształcenie w językach narodowych. Jak również szkolić oficerów marynarki handlowej. Dzięki swojemu specyficznemu profilowi szkoleń jest najmniejszą uczelnią (2011-2012 około 700 studentów) we Flandrii, ale jest członkiem stowarzyszenia wokół Uniwersytetu w Antwerpii.
Istnieją dwa szkolenia:
- licencjat z inżynierii morskiej (3 lata) (nl. Scheepswerktuigkunde)[4],
- licencjat (3 lata) i magister w zakresie żeglarstwa (nl. Nautische Wetenschappen)[5].

To ostatnie szkolenie jest bardzo wszechstronne znajduje się na poziomie inżyniera przemysłowego, jest uzupełnione językami, prawem międzynarodowym, ekonomią i medycyną. Ponieważ jest to magister naukowy, kurs jest organizowany we współpracy z Universiteit Antwerpen, Universiteit Gent i Université de Liège. Po uzyskaniu dyplomu w szkole, przyszli oficerowie muszą mieć jeszcze kilkumiesięczne  "doświadczenie żeglarskie", aby uzyskać stopień oficera. Przed wprowadzeniem struktury licencjata-magistra istniały również dwa wydziały: "starszego mechanika" (officier werktuigkundige) i "starszego oficera" (officier ter lange omvaart)

## Historia
Od ⅩⅣ wieku była w Antwerpii edukacja morska. W 1800 roku profesor Gaspard Monge został wysłany do Antwerpii, aby założyć Akademię Morską. Historia obecnej szkoły sięga instytucji założonej w 1802 roku przez Napoleona. Napoleon chciał uczynić Antwerpię bazą przeciwko Anglii. "Scheld i Antwerpia" nazwał "pistoletem wycelowanym w serce Anglii". Oprócz dużych prac portowych, odbywały się również odpowiednie szkolenia.
W 1834 roku szkoła została "ponownie roztwarta" pod Belgijskim reżimem. Edukacja, początkowo w języku francuskim należała w rzeczywistości do Ministerstwa Transportu. Ważną częścią programu nauczania były międzynarodowe morskie "zasady ruchu drogowego".
W okresie międzywojennym, ze względu na wzrost zmotoryzowanej żeglugi i deduplikację z Niderlandzkojęzycznym departamentem, potrzebna była ekspansja. Odzwierciedlało to nowy budynek główny w stylu Van de Velde.
W federalizacji  (1989 r.) władza nad akademią morską została przeniesiona do Flamandzkiego ministerstwa edukacji. Jednakże Ministerstwo Transportu przeprowadza kontrole dotyczące poziomu i treści konkretnych tematów żeglarskich.